# Pietricaggio
Pietricaggio (kors. U Petricaghju d'Alisgiani) – miejscowość i gmina we Francji, w regionie Korsyka, w departamencie Górna Korsyka.
Według danych na rok 1990 gminę zamieszkiwało 75 osób, a gęstość zaludnienia wynosiła 14 osób/km².